# Craig Gill
Craig Gill (* 27. Januar 2002) ist ein Leichtathlet aus Gibraltar, der sich auf den Sprint spezialisiert hat.

## Sportliche Laufbahn
Erste Erfahrungen bei internationalen Meisterschaften sammelte Craig Gill im Jahr 2018, als er bei den U18-Europameisterschaften in Győr mit 11,38 s in der ersten Runde im 100-Meter-Lauf ausschied. Im Jahr darauf kam er bei den U20-Europameisterschaften in Borås mit 11,39 s nicht über den Vorlauf hinaus, wie auch bei den U20-Europameisterschaften 2021 in Tallinn mit 11,23 s. Im Jahr darauf startete er dank einer Wildcard im 60-Meter-Lauf bei den Hallenweltmeisterschaften in Belgrad und schied dort mit 7,10 s im Vorlauf aus. Im Juli startete er bei den Weltmeisterschaften in Eugene und schied dort mit 11,24 s in der Vorausscheidungsrunde aus. Daraufhin schied er bei den Commonwealth Games in Birmingham mit 11,09 s und 22,74 s jeweils in der ersten Runde über 100 und 200 Meter aus. 2023 kam er bei den Halleneuropameisterschaften in Istanbul mit 7,16 s nicht über die Vorrunde über 60 Meter aus und im Jahr darauf schied er bei den Hallenweltmeisterschaften in Glasgow mit 7,17 s ebenfalls im Vorlauf aus. Im Juni schied er dann bei den Europameisterschaften in Rom mit 11,17 s in der Vorrunde über 100 Meter aus.

## Persönliche Bestleistungen
- 100 Meter: 11,09 s (+1,0 m/s), 2. August 2022 in Birmingham
  - 60 Meter (Halle): 7,07 s, 14. Januar 2023 in Sheffield
- 200 Meter: 22,66 s (+0,9 m/s), 24. Juni 2019 in Gibraltar (nationaler U18-Rekord)
  - 200 Meter (Halle): 22,62 s, 15. Januar 2023 in Sheffield